# Звездата
„Звездата“ (на английски: The Star) е американска компютърна анимация от 2017 г. на режисьора Тимъти Рекхарт. Вдъхновен от раждането на Иисус Христос, сценарият на филма е написан от Карлос Коткин и Саймън Мур, базиран е на оригиналната концепция от Том Шеридан. Продуциран от „Сони Пикчърс Анимейшън“ с партньорството на „Уолдън Медия“, „Афирм Филмс“ и „Джим Хенсън Къмпани“. Озвучаващия състав се състои от Стивън Юн, Джина Родригез, Закари Леви, Кийгън-Майкъл Кий, Кели Кларксън, Патриша Хийтън, Кристин Ченоует, Трейси Морган, Тайлър Пери и Опра Уинфри.
Филмът е пуснат от „Кълъмбия Пикчърс“ чрез етикета му „Сони Пикчърс Ентъртейнмънт“ на 17 ноември 2017 г. в Съединените щати. Филмът получава смесени отзиви от критиката и печели 62 млн. щатски долара в световен мащаб. Получава номинация за най-добра песен за песента „Звездата“, изпълнена от Марая Кери в 75-те награди „Златен глобус“, но губи от This is Me.

## В България
В България филмът е излъчен на 24 април 2022 г. по Кино Нова с български дублаж. Екипът се състои от:
| Озвучаващи артисти  | Петя Абаджиева Елисавета Господинова Николина Чонова Силви Стоицов Васил Бинев Светозар Кокаланов |
| Преводач            | Миряна Мезеклиева                                                                                 |
| Тонрежисьор         | Цветомир Цветков                                                                                  |
| Режисьор на дублажа | Димитър Кръстев                                                                                   |